# Choni der Kreiszieher
Choni der Kreiszieher (hebräisch חוני המעגל ḥôni hammə‘agel) war ein jüdischer Gelehrter und Wundertäter des 1. Jahrhunderts v. Chr. Er war Zeitgenosse des Schimon ben Schetach und gilt als einer der „Männer der Tat“ (ansche ma'asse) bzw. der Chassidim Rischonim (der „frühen Frommen“).

## Leben

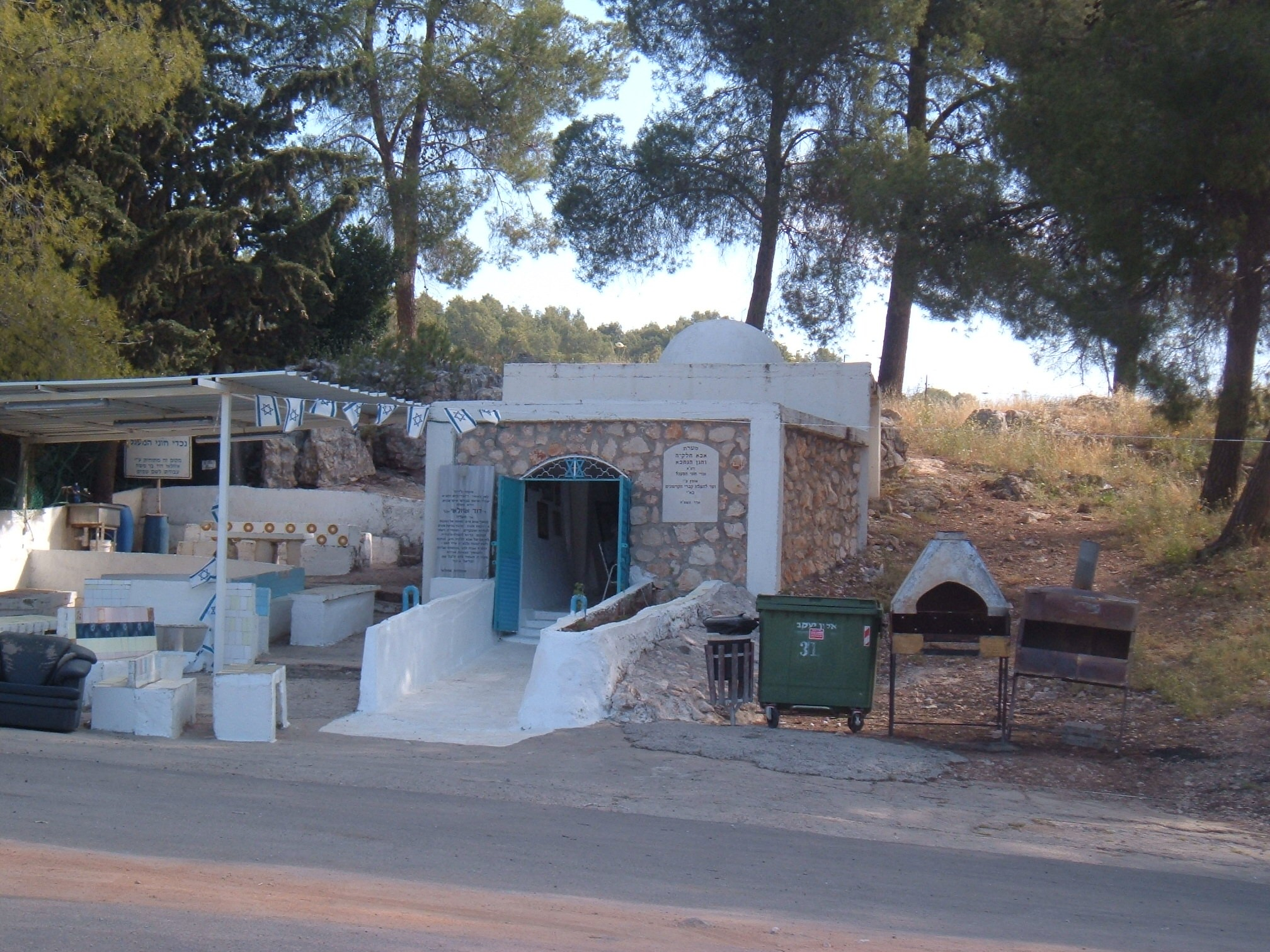
Grab von Choni dem Kreiszieher in Hazor haGelilit (Galiläa)

Über sein Leben ist wenig bekannt. Seinen Beinamen „der Kreiszieher“ hat er wegen einer Legende erhalten, die in der Mischna berichtet wird. Im  dritten Kapitel des Traktats Taanit, in dem Fasttage behandelt werden, die aufgrund von Naturkatastrophen, Seuchen oder Kriegsgefahr ausgerufen werden, findet sich folgende Erzählung:

„Es geschah, daß man zu Choni dem Kreiszieher sagte: "Bete, damit Regen fällt!" Er sagte zu ihnen: "Fastet und bringt die Pessachöfen herein, damit sie nicht aufweichen!" Er betete, aber es fiel kein Regen. Er zog einen Kreis, stellte sich darein und sprach: "Rabbuni! Deine Kinder haben ihre Gesichter auf mich gerichtet, denn ich bin wie ein Sohn des Hauses vor Dir. Ich schwöre bei Deinem großen Namen, daß ich nicht von hier weiche, bis Du Dich Deiner Kinder erbarmen wirst. Da begann es tropfenweise zu regnen. Da sprach er: "Nicht solches habe ich erbeten, sondern Regen, der Brunnen, Kanäle und Zisternen füllt." Da fiel der Regen mit Zornesgewalt. Da sprach er: "Nicht solches habe ich erbeten, sondern Regen des Wohlgefallens, des Segens und der Wohltat." Da fiel der Regen, wie es sein soll, bis Israel aus Jerusalem auf den Tempelberg hinaufzog wegen (der Menge) des Regens. Da sprachen sie zu ihm: "Wie du gebetet hast um das Fallen des Regens, so bete um das Aufhören des Regens." Da sprach er zu ihnen: "Fastet und seht, ob der Stein der Irrenden sich aufgelöst hat." Da schickte Schimon ben Schetach zu ihm. Er sprach zu ihm: "Man müßte dich verbannen. Aber was soll ich mit dir tun? Du benimmst dich ungehörig vor dem Ort, wie ein Sohn, der sich ungehörig zu seinem Vater benimmt, aber jener tut nach seinen Willen. Über dich sagt die Schrift: Es freut sich dein Vater und deine Mutter, und es jubelt, die dich geboren hat. (Sprüche 23,25).“

Auch Flavius Josephus berichtet von einem gerechten und von Gott geliebten Mann namens Onias, dessen Gebet um Regen erhört worden war. Nach diesem Erfolg sei er gebeten worden, im Zuge der innerjüdischen Auseinandersetzungen nach dem Tod von Salome Alexandra (gestorben 67 v. Chr.) gegen deren Sohn Aristobul Partei zu ergreifen. Er habe sich aber geweigert, Aristobul und seine Anhänger zu verfluchen, und stattdessen Gott gebeten, keine Gebete zu erhören, mit denen ein Teil des Gottesvolkes sich gegen einen anderen Teil wendet. Daraufhin sei er gesteinigt worden.
Das Grab Chonis wird in Hazor haGelilit gezeigt.

## Wirkungsgeschichte
Während Choni in der Mischna wie ein magischer Wundertäter geschildert wird, vergleicht ihn die spätere rabbinische Literatur mit biblischen Propheten. So wird er im babylonischen Talmud mit Habakuk verglichen, und im Jerusalemer Talmud mit Elia.